# Megaerops kusnotoi
Megaerops kusnotoi is een zoogdier uit de familie van de vleerhonden (Pteropodidae). De wetenschappelijke naam van de soort werd voor het eerst geldig gepubliceerd door Hill & Boeadi in 1978.

## Voorkomen
De soort komt voor in Indonesië.